# Montjavoult
Montjavoult – miejscowość i gmina we Francji, w regionie Hauts-de-France, w departamencie Oise.
Według danych na rok 1990 gminę zamieszkiwało 449 osób, a gęstość zaludnienia wynosiła 27 osób/km² (wśród 2293 gmin Pikardii Montjavoult plasuje się na 574. miejscu pod względem liczby ludności, natomiast pod względem powierzchni na miejscu 145.).